# Мианкале

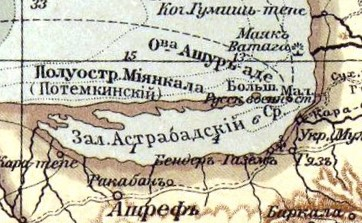
На российской карте 1905 года полуострову Мианкале указан русский вариант названия — Потёмкинский

Мианкале́ (перс. میانکاله‎) — полуостров в иранской провинции Мазендеран (шахрестан Бехшехр) на южном берегу Каспийского моря. В царской России имел название полуостров Потёмкина.
Полуостров вытягивается с востока на запад на 55 км, образуя естественную бухту — Горганский залив. Около восточной оконечности полуострова Мианкале находится остров Ашур-Ада. Минимальная ширина полуострова — 800 метров, максимальная — 3,7 км. На Мианкале расположены деревня Ашураде, Гезеле-Мехди и Гезеле-Шамали.

## Экология
В составе флоры Мианкале находятся малина, мушмула германская, каркас южный, держи-дерево, тополь, солянка, горец и различные осоковые.
Мианкале — богатое убежище для обитающих в регионе редких видов птиц и рептилий, а также для птиц, чьи пути миграции проходят через территорию полуострова. Сухопутную фауну представляют волк, шакал, лисица, ежовые, турач, сапсан, стрепет. На границе с водой обитают фламинго, султанки, лысухи, луток, савка, краснозобая казарка, лебедь-кликун, а также каспийская нерпа. Из рыб встречаются сазан, кутум, обыкновенный судак, золотой карась и кефалевые.
Вместе с Горганским заливом Мианкале вошёл в список наследия ЮНЕСКО в 1976 году. На национальном уровне Природный Отдел правительства Ирана присвоил этому заповеднику статус «Природное убежище». Тем не менее, выживание редких видов птиц в этом районе поставлено под угрозу, что обусловлено ростом туристической активности.

### Проект интродукции амурского тигра
В 2010 году в Тегеранский зоопарк из России доставили пару амурских тигров в обмен на пару иранских леопардов. Предполагается, что в перспективе амурские тигры смогут заменить в дикой природе вымерших каспийских тигров, обитавших ранее в северных районах страны, однако успех идеи реинтродукции в Иран больших кошек подвергается сомнению. В 2012 году в Иран доставили две новые пары амурских тигров.

## Исторические события
В 1668 году на полуострове Миян-Кале Степан Разин приказал построить острог с земляным валом и деревянным тыном. После ухода русских в 1669 году персы назвали место их базирования Орус-Кале, что означает «русская крепость».
26 июля 1781 года эскадра Марко Войновича вошла в Астрабадский залив. В сентябре 1781 года солдаты Войновича приступили к строительству форта на берегу в 80 саженях (170 м) от моря в урочище Городовня (недалеко от острога Степана Разина). Позже Марко был изменнически захвачен в плен Ага-Мухаммед-хан Каджаром. Находясь в плену, Войнович отдал приказ старшему офицеру капитан-лейтенанту Баскакову укрепление срыть, а пушки перевезти на фрегаты.